# Чарльз Шеффілд
Чарльз Шеффілд (англ. Charles Sheffield; 25 червня 1935, Кінгстон-апон-Галл, графство Східний Йоркшир, Східний Йоркширський Райдінг,  Англія, Велика Британія — 2 листопада 2002, Сілвер-Спринг, штат Меріленд, США) (англ.) — американський астрофізик, математик та письменник-фантаст англійського походження, лауреат нагород.  Президент Американського товариства наукової фантастики та фентезі та Американського товариства астронавтики.

## Життя і творчість

### Кар'єра науковця
Шеффілд вивчав математику і фізику в Кембриджському університеті. У середині 1960-х емігрував до США. Він отримав докторський ступінь в Американському університеті у Вашингтоні, округ Колумбія, за темою з теоретичної фізики.
Крім того, він був членом і тимчасовим президентом Американського астронавтичного товариства, членом Американської асоціації сприяння розвитку науки, Британського міжпланетного товариства та Міжнародного астрономічного союзу.
Шеффілд працював головним науковим співробітником, а пізніше став членом правління, Корпорації супутників Землі, компанії, яка обробляла дані супутників дистанційного зондування. Асоціація дала початок багатьом технічним документам і двом популярним науково-дослідницьким книгам
З 1962 року він опублікував майже сотню наукових і науково-популярних статей, а також кілька науково-популярних книг, у тому числі на такі теми, як ядерна фізика, аналіз гравітаційного поля та загальна теорія відносності. Серед них Earthwatch (1981) і Людина на Землі (1983), збірки зображень Землі з космосу.
Згодом, серед іншого, він був викладачем в Американському інституті аеронавтики та астронавтики, працював дослідником і консультантом NASA, а також радником Управління технологічної оцінки Конгресу, а також експертом Американського Конгресу та Сенат Сполучених Штатів. Він також був співробітником, а потім і членом правління Корпорації супутників Землі. Крім того, він був членом і тимчасовим президентом Американського астронавтичного товариства, членом Американської асоціації сприяння розвитку науки, Британського міжпланетного товариства та Міжнародного астрономічного союзу.

### Кар'єра як автора наукової фантастики
Натхненний прочитанням роману Ларрі Нівена «Світ-кільце», Чарльз Шеффілд сам почав публікувати наукову фантастику в 1977 році, починаючи з оповідання «Яку пісню співали сирени» в журналі «Галактика ».
Незважаючи на те, що Чарльз Шеффілд ніколи не заперечував своє походження як вченого, і тому його приписували технологічно орієнтованій жорсткій науковій фантастиці, у центрі уваги його робіт було більше падіння цивілізації, занепад цінностей, ядерні катастрофи та пов’язані з ними людські трагедії. Загалом він написав близько сорока книжок і більше сотні оповідань.
У 1978 році Шеффілд опублікував роман «Вид Прометея», за яким до 1995 року послідували ще три романи, сюжет яких розгортається в тому ж всесвіті.
Його другий роман «Павутиння між світами» (англ. «The Web Between the Worlds»), в якому розповідається про будівництво космічного ліфта, був опублікований майже одночасно з романом Артура К. Кларка на цю тему «Фонтани раю». Зіткнувшись зі звинуваченнями в плагіаті, Шеффілд надіслав копію рукопису Кларку, який не заперечував проти публікації та у відкритому листі до SFWA описав схожість між двома романами як цікавий збіг. в антології космічних ліфтів Towering Yarns з’явилися уривки з «Павутиння між світами» Шеффілда та «Фонтанів раю» Кларка.
Він отримав обидві премії «Х’юґо» та «Неб'юла» у 1994 році за свій коротку повість «Джорджія у моїх думках» (англ. «Georgia on My Mind») 1993 року та Меморіальну премію Джона В. Кемпбелла за найкращий науково-фантастичний роман 1992 року за роман «Брат драконів» (англ. «Brother to Dragons»). У 1992 році «Мошка в оці НАСА» (англ. «The Mote in NASA's Eye») отримав нагороду Analog Award, а також «A Handful of Heresies у 1996 році. Він також отримав премію «Сеюн» у 1992 році за «Хроніки Мак-Ендрю».
Чарльз Шеффілд був президентом SFWA між 1984 і 1986 роками.
Також був ведучим "Букконіру", Всесвітнього конгресу наукової фантастики 1998 року в Балтіморі.

## Особисте життя
Світ-кільце
Чарльз Шеффілд навчався в коледжі Сент-Джона в Кембриджі, де закінчив з подвійною першістю з математики та фізики. Під час навчання він зустрів і згодом одружився зі своєю першою дружиною Сарою Сандерсон, смерть якої в 1977 році стала каталізатором його письменницької кар’єри. У них був син Чарльз Крістофер («Кіт») і дочка Енн Елізабет. Невдовзі родина переїхала до Сполучених Штатів, де Шеффілд почав працювати в галузі практичної фізики, кар’єра, яка привела його до консультації з НАСА та до ролі головного наукового співробітника «Корпорації супутників Землі» (англ. «Earth Satellite Corporation») у Вашингтоні.
У відповідь на травматичне горе, пов’язане зі смертю його дружини Сари від раку (у 1977 році), Шеффілд розпочав другу кар’єру автора наукової фантастики, отримавши обидві престижні нагороди «Неб’юла» та «Г’юго» та обіймаючи посаду президента наукової фантастики та фентезі. Америки (1984–1986). Він зберіг дві успішні кар’єри, консультуючи різні наукові корпорації, здобувши популярність завдяки своїй Жорсткій фантастиці. У цей період він жив у Вашингтоні, округ Колумбія, зустрів і побрався з  Ліндою Золл, колегою-науковицею, і мав двох доньок, Елізабет Роуз і Вікторію Джейн.
З 1998 року він був одружений на письменниці наукової фантастики Ненсі Кресс і помер від пухлини мозку у віці 67 років. Перед смертю він писав колонку для вебсайту Baen Books.
На момент смерті жив з Ненсі Кресс та своїми дітьми в Сільвер-Спрінг, штат Меріленд.

### Цикли та серії
Серії впорядковані відповідно до року видання першої частини.
Трилогія «Прометей» (англ. «Proteus»), або Бехроз Вольф (англ. «Behrooz Wolf»).

- 1 Вид Прометея. (англ. «Sight of Proteus»), Ace Books, 1978, ISBN 0-441-76343-X.
- 2 Прометей Нескутий. (англ. «Proteus Unbound»), New English Library, 1988, ISBN 0-450-43116-9.
- 3 Прометей у підземному світі[en]. (англ. «Proteus in the Underworld»), Baen, 1995, ISBN 0-671-87659-7.
- Прометей Комбінований (англ. «Proteus Combined»), (1994, збірка 1 і 2, редагована версія)

Хроніки Мак-Ендрю  (англ. «The McAndrew Chronicles») (цикл оповідань)
- - 1 Вбивчий вектор (1978): Джеррі Пурнелл (ред.) : Чорні діри. Bastei Lübbe Science Fiction Special #24012, 1980, ISBN 3-404-24012-X. Також як: Перші хроніки: Смертельний вектор. В: Хроніки Мак-Ендрю. 1989 рік. читати онлайн
  - 2 Момент інерції (1980)  читати онлайн
  - 3 Усі кольори вакууму (1981)
  - 4 Полювання на Манну (1982)
  - 5 Прихована матерія Мак-Ендрю  (1992, також як Shadow World )
  - 6 Інваріанти природи (1993)
  - 7 Світ ізгоїв (1983)
  - 8 З Мак-Ендрю, поза фокусом (1999)
  - 9 Мак-Ендрю і п'ята заповідь (1999)
  - Мак-Ендрю і ЗАКОН (2004)
- Збірки:
  - Хроніки Мак-Ендрю (1983, зібране видання 1-5)
  - Всесвіт однієї людини: Хроніки Артура Мортона МакЕндрю (англ. «One Man's Universe: The Continuing Chronicles of Arthur Morton McAndrew», 1993, зібране видання 1-7)
  - Повний Мак-Ендрю (англ. «The Compleat McAndrew», 2000, зібране видання 1-9)

Чен Долтон (англ. «Chan Dalton»)
- Полювання на Німрода[en] (англ. «The Nimrod Hunt»), Baen, 1986, ISBN 0-671-65582-5. (спочатку задуманий як окремий роман)
- 1 Басейн розуму. (англ. «The Mind Pool»), Baen, 1993, ISBN 0-671-72165-8. (оновлена версія Полювання на Німрода)
- 2 Небесні сфери. (англ. «The Spheres of Heaven»), Baen, 2001, ISBN 0-671-31969-8.
  1. Baen, квітень 1993 р. – переглянуто та розширено з попередньої версії:

Цикл "Спадщина" (англ. «The Heritage Universe»)
- 1 Літній приплив (англ. «Summertide»), Del Rey/Ballantine, 1990, ISBN 0-345-36038-9. – на основі
  - «Summertide», Destinies, серпень 1981
- 2 Дивергенція, (англ. «Divergence») Del Rey/Ballantine, 1991, ISBN 0-345-36039-7.
- 3 "Трансцендентність"[en] (англ. «Transcendence»), Gollancz, 1992, ISBN 0-575-05264-3.
- 4 "Конвергенція"[en] (англ. «Convergence»), Baen, 1997, ISBN 0-671-87774-7.
- 5 "Відродження"[en] (англ. «Resurgence»), Baen, 2002, ISBN 0-7434-3567-2.
- Томи 1, 2 і 3 були перевидані в омнібусній версії The Heritage Universe (SFBC, жовтень 1992); Томи 1 і 2 були перевидані в
  - переглянутій омнібусній версії:
  - Конвергентний ряд (1998, колекція 1 і 2)
  - Transvergence: From Out of the Depths of Time (1999, колекція 3 і 4)

Темний всесвіт англ. «Dark Universe»
- - 1 Холодніше за кригу[en]  (англ. «Cold as Ice»), Tor, 1992, ISBN 0-312-85139-1.
  - 2 "Клуб «Ганімед"[en]  (англ. «The Ganymede Club»), Tor, 1995, ISBN 0-312-85662-8.
  - 3 Темніше за день.  (англ. «Dark as Day»), Tor 2002, ISBN 0-312-87634-3.

Юпітер (англ. «Jupiter»)
- 1. "Вища освіта"[en] (разом з Джеррі Пурнеллом ), аналог, лютий 1996 / Tor, червень 1996 – переглянуто та розширено з
  2. «Вища освіта», Tor, 1996, ISBN 0-312-86174-5. (з Джеррі Пурнелем), Future Quartet: Earth in the Year 2042: A Four-Part Invention, Бен Бова, Фредерbк Пол, Джеррі Пурнелль і Чарльз Шеффілд, AvoNova 1994
  3. "Хлопчик на мільярд"[en], (англ. «The Billion Dollar Boy»),  Tor, 1997, ISBN 0-312-86204-0.
  4. Укорінення. (англ. «Putting Up Roots»),  Tor, 1997, ISBN 0-312-86241-5.
  5. "Кіборг із Землі"[en] (англ. «The Cyborg from Earth»), Tor, 1998, ISBN 0-312-86407-8

Наднова Альфа (англ. «Supernova Alpha»)
- - 1 Наслідки. (англ. «Aftermath»), Bantam Spectra, 1998, ISBN 0-553-37893-7.
  - 2 Зоряний вогонь. (англ. «Starfire»), Bantam Spectra, 1999, ISBN 0-553-37894-5.

Позасерійні романи
- Павутиння між світами[en] (англ. «The Web Between the Worlds»). Ace Books, 1979, ISBN 0-441-87862-8.
- Селкі. (англ. «The Selkie »), Макміллан, 1982, ISBN 0-02-610080-0. (разом з Дейвідом Бішоффом)
- Хранитель мого брата[en]. (англ. «My Brother's Keeper»), Ace Books, 1982, ISBN 0-441-55132-7
- Між ударами ночі[en],  (англ. «Between the Strokes of Night»). Baen Science Fiction Books, 1985, ISBN 0-671-55977-X. Аналог березень 1985 (+3) / Baen липень 1985 / значно перероблено та розширено: Baen листопад 2002
- Світ Трейдера (англ. «Trader's World»). Del Rey/Ballantine, 1988, ISBN 0-345-34432-4. – книжкова версія пов’язаних історій:
- «Кров трейдера», аналог квітня 1986 року
  -     - "Партнер трейдера", (nv) Аналог, липень 1987 р
    - "Хрест трейдера", (nv) Аналог, березень 1987 року
    - "Секрет трейдера", (nv) Аналог, серпень 1985 р
- Брат драконів (англ. «Brother to Dragons»). Baen Books, 1992, ISBN 0-671-72141-0. Меморіальна премія імені Джона В. Кемпбелла за найкращий науково-фантастичний роман 1992 року
- Божа швидкість (англ. «Godspeed»), Тор, 1993, ISBN 0-312-85317-3.
- Хрест Юди (англ. «he Judas Cross»). (з Дейвідом Бішофом), Warner Aspect, Special Editions Press, 1994, ISBN 0-940841-94-0. (разом з Дейвідом Бішоффом)
- «В Есхатоні», (на) Далеке майбутнє, ред. Грегорі Бенфорд, грудень 1995 р
- Завтра та завтра. (англ. «Tomorrow and Tomorrow») Bantam Spectra, 1997, ISBN 0-553-37808-2.  – переглянуто та розширено з

Збірки
- Вектори (англ. «Vectors»), Ace Books, 1979, ISBN 0-441-86057-5.
- Приховані змінні (англ. «Hidden Variables»), Ace Books, 1981, ISBN 0-441-32991-8.
- Магістр Еразм (англ. «Erasmus Magister »), Ace Books, 1982, ISBN 0-441-21526-2.
- Танцюю сам із собою (англ. «Dancing with Myself»), Baen, 1993, ISBN 0-671-72185-2.
- Джорджія в моїх думках: та інші місця (англ. «Georgia on My Mind and Other Places»), 1995, ISBN 0-312-85663-6.
- Леді зникає: та інші дивацтва природи (англ. «The Lady Vanishes and Other Oddities of Nature»), П'ять зірок, 2002, ISBN 0-7862-4169-1.
- Неймовірний доктор Дарвін (англ. «The Amazing Dr. Дарвін»), Baen, 2002, ISBN 0-7434-3529-X.

Інші книги
- Земна варта: Огляд світу з космосу (англ. «Earthwatch: A Survey of the World from Space») (Macmillan 1981)
- «Людина на Землі: як цивілізація і технології змінили обличчя світу – огляд з космосу» (англ. «Man on Earth: How Civilization and Technology Changed the Face of the World – A Survey from Space») (Macmillan 1983) / (Sidgwick & Jackson 1983)
- «Космічна кар'єра» (англ. «Space Careers», разом з Керол Розін]]) (Вільям Морроу, вересень 1984)
- Квартет майбутнього: Земля 2042-го року (англ. «The Future Quartet: Earth in the Year 2042», 1994, з Беном Бовою, Фредеріком Полом і Джеррі Пурнелем )
- Космічні костюми: вибрані юридичні документи Волдо Бурмайстера та Генрі Карвера, адвокатів, у транскрипції та редагуванні Генрі Карвера, LL. B. та зі спеціальним вступом Waldo P. Burmeister, LL. b. FoxAcre Press, 2001, ISBN 0-9709711-0-9.
- Пограниччя науки: як мислити як вчений і писати наукову фантастику (англ. «Borderlands of Science: How to Think Like a Scientist and Write Science Fiction'») (Baen, Nov. 1999)
- «Міжзоряні подорожі та космічні кораблі для кількох поколінь» (англ. «Interstellar Travel and Multi-Generational Space Ships», разом з Йоджі Кондо, Фредеріком Брухвайлером та Джоном Х. Муром) (Apogee Books, липень 2003 р.)